# إنسان الغاب التابانولي
إنسان الغاب التابانولي (بالإنجليزية: Tapanuli Orangutan)‏ هو نوع من أنواع إنسان الغاب، يعيش النوع الأصلي منه في جنوب تابانولي في جزيرة سومطرة التابعة لإندونيسيا. وهو واحد من ثلاثة أنواع معروفة من الإنسان الغاب، جنبا إلى جنب مع إنسان الغاب السومطري، والذي وُجد في غرب الجزيرة ثم إنسان الغاب البورنيوي الذي تم وصفه بأنه نوع متميز من أنواع إنسان الغاب في عام 2017 ويمثل أول نوع موجود من القردة العليا يمكن وصفه والعمل عليه منذ البونوبو الذي ثم العُثور عليه في عام 1929.

## الاكتشاف والتسمية
ذكر مجموعة من السكان أنهم رأو هذا النوع من القرود في جنوب تابانولي وذلك خلال رحلة استكشافية في عام 1997، ولكنه لم يكن معروف كنوع متميز في تلك الفترة.
تم اعتبار الـ Pongo tapanuliensis (الاسم العلمي) كنوع متميز من إنسان الغاب في عام 2017، وذلك بعد دراسة جينية معمقة لشجرة تطور السلالات، الدراسة التي تم فيها جمع 37 عينة وراثية، بالإضافة إلى تطبيق علم التشكل قصد تحليل 33 ذكر بالغ من إنسان الغاب. أما الهدف والعنصر الأساسي من هذه الدراسة فهو التعرف على الهيكل العظمي وتحليله، لكن هذا الذكر البالغ كان قد توفي بعد أن تعرض لإصابات بالغة وجروح خطيرة من قبل السكان المحليين. وكانت العينة التي يتوفر عليها العلماء قد اعتبرت مميزة من ناحية الخصائص الفيزيائية مقارنة مع العينة الابتدائية للمجموعة، خاصة في بعض الخصائص التي تميز الجمجمة والأسنان. هذا وتجدر الإشارة إلى أن عينة الجمجمة هي اليوم مخزنة في المتحف الحيواني ببوجور.

## النسل
المقارنة الوراثية تبين وتبرهن على أن إنسان الغاب التابانولي متباين من إنسان الغاب السومطري ومختلف عن بحوالي 3 ملايين سنة،  وقد أصبح النوعان أكثر عزلة بعد نظرية كارثة توبا التي وقعت قبل حوالي 75.000 سنة مضت، كما أن النوعان ظلا أنها متفرقان على الأقل ما بين 10.000 إلى 20.000 سنة مضت. كما تباين إنسان الغاب التابانولي مع قردة بورنيو بشكل كبير، حيث وصل الفرق إلى حوالي 670.000 سنة. هذا ويُشار إلى أن قردة إنسان الغاب قد سافرت من سومطرة إلى بورنيو حينما كانت الجزر متصلة بواسطة جسور اليابسة وأجزاء من الجليد خلال الغمر الجليدي الرباعي. مجموعة قردة إنسان الغاب التابانولي يعتقد أن تكون قد عاشت في المنطقة الأولى للقردة وانتقلت فيما بعد إلى إندونيسيا ثم وصلت برا إلى قارة آسيا.

## الوصف

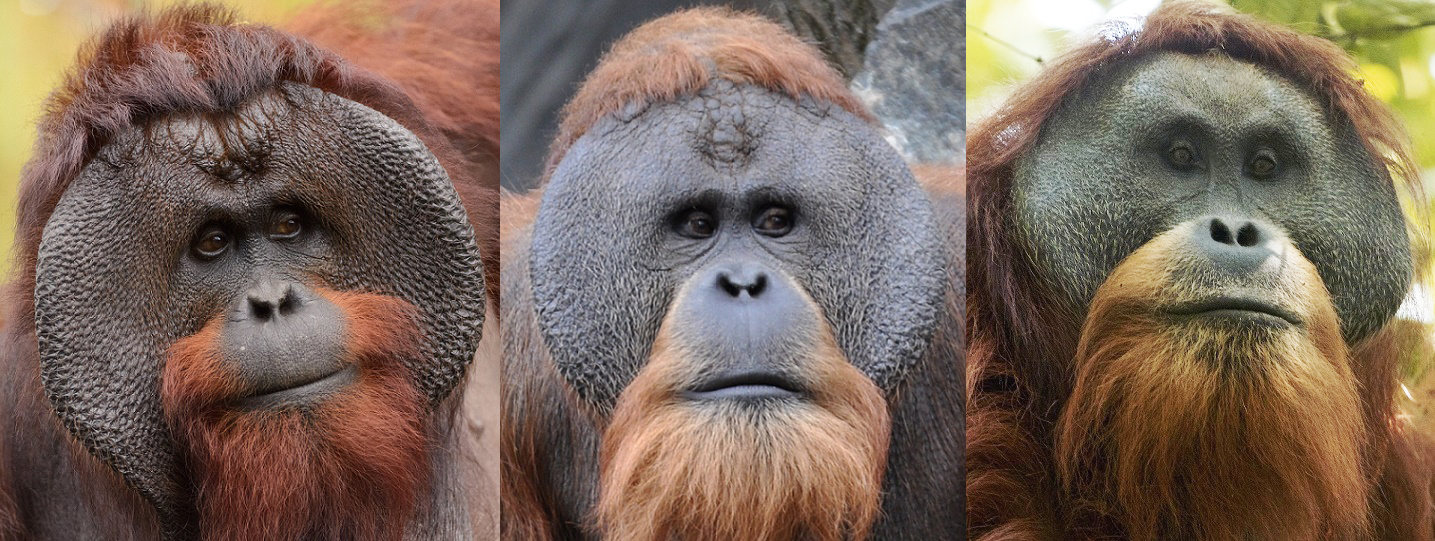
مجموعة من ذكور إنسان الغاب (من اليسار إلى اليمين): بورنيو، سومطرة، تابانولي

إنسان الغاب التابانولي يشبه إلى حد بعيد إنسان الغاب السومطري أكثر من إنسان غاب البورنيو خاصة في بناء الجسم ولون الفراء. ومع ذلك، فقد يتوفر هو الآخر على شعر أصفر، رأس صغير ووجه مملق.
ذكور إنسان الغاب التابانولي طويلة نوعا ما، ولديها معدل ذكاء أعلى من إنسان الغاب السومطري، كما أنها أطول ولها بقول أكثر مقارنة مع انسان الغاب من نوع البورنيو. أما نظامهم الغذائي فهو أيضا متميز وفريد من نوعه، حيث أن هذا النظام يحتوي على بنود وفرائس غير عادية مثل اليرقات والمخاريط الصنوبرية.

## التوزيع
تعيش قردة إنسان الغاب التابانولي في المناطق المدارية وشبه المدارية الرطبة، كما تتمركز في الغابات ذات الأوراق العريضة والتي تقع إلى الجنوب من بحيرة توبا في جزيرة سومطرة، وقد تم العثور على مجمل الأنواع في مساحة ما يقرب من 1,000 كيلومتر مربع (390 ميل2) وعلى ارتفاعات تتراوح ما بين 300 متر (980 قدم) إلى 1,300 متر (4,300 قدم). وتفصل مسافة 100 كيلومتر (62 ميل) بين كل من إنسان الغاب التابانولي وإنسان الغاب السومطري.

## حالة الحفظ
مع أقل من 800 فرد موجودة في البرية، فإن قردة إنسان الغاب التابانولي لديها أدنى عدد من جميع أنواع القردة العليا، وقد أدى هذا إلى جعلها من بين الأنواع التي يجري وصفها بأنها نوع مهدد بخطر انقراض أقصى، على الرغم من أنه لم يتم تقييمها من قبل الاتحاد الدولي لحفظ الطبيعة.
في البرية، فإن مجمل الأنواع المشمولة في التضاريس التي تقع على امتداد 1,000 كيلومتر مربع (390 ميل2) تعاني من شتى التهديدات الخطيرة مثل إزالة الغابات، الصيد، الصراع مع البشر، تجارة الحيوانات البرية، وعلى وجه الخصوص مشروع الكهرومائية الذي يقع ضمن نطاقها.